# Eric Mouquet
Eric Mouquet (Valenciennes, 19 maart 1960) is een Franse muzikant.

## Biografie
Mouquet startte met Michel Sanchez begin jaren 90 van de twintigste eeuw de band Deep Forest. De band mixte geluidsopnames van inheemse culturen en traditionele zang met elektronische muziek en was hiermee succesvol. Deep Forest won in 1995 een Grammy Award.
Mouquet produceerde in zijn carrière muziek voor onder meer Josh Groban, Ana Torroja, Joe Zawinul en Peter Gabriel. Hij startte in 2008 een serie muziekprojecten met gastmuzikanten onder de titel Deep. In totaal heeft hij drie albums onder zijn eigen naam uitgebracht en twaalf albums samen met Deep Forest.
Mouquet houdt zich in zijn vrije tijd bezig met amateurastronomie en richt zich specifiek op deepskyobjecten.

## Discografie

### Soloalbums
- Deep Brasil (2008)
- Deep India (2013)
- Deep Africa (2013)

### Albums met Deep Forest
- Deep Forest (1992)
- World Mix (1994)
- Boheme (1995)
- Comparsa (1998)
- Made in Japan (1999, live)
- Pacifique (2000, soundtrack)
- Music Detected (2002)
- Essence of Deep Forest (2003, verzamelalbum)
- Essence of the Forest (2004, verzamelalbum)
- Kusa no Ran (2004, soundtrack)
- Evo Devo (2016)
- Deep Symphonic (2020)
- Eponymous (2021)
- Burning (2023)